# ایرکام
ایرکام (انگلیسی: Eircom) شرکت مخابرات ایرلندی است، که در سال ۱۹۹۹ تأسیس شد.